# 坎普利察
49°40′0″N 36°25′2″E / 49.66667°N 36.41722°E
坎普利察（烏克蘭語：Камплиця）是位於烏克蘭東部的村莊，由哈爾科夫州丘胡伊夫区的茲米伊夫市鎮負責管轄。該村始建於1680年，面積0.27平方公里，海拔高度101米，2001年人口114，人口密度每平方公里425.4人。